# Karel Velebný
Karel Velebný (Prága, 1931. március 17. – Prága, 1989. március 7.) cseh vibrafonos, zongorista, szaxofonos.

## Pályakép
Velebný hétévesen már zongorázott, tizenötévesen pedig altszaxofonozni tanult. Gimnáziumot végzett, majd a Prágai Konzervatóriumban dobolni tanult. Diákként lépett fel először nyilvánosan. 1955-től 1958-ig Karel Krautgartner zenekarában játszott, majd csatlakozott Luděk Hulan nagybőgőssel, akivel létrehozták a Studio 5-öt, amely a modern cseh dzsessz egyik legjelentősebb együttese lett. 1960-ban a Studio 5 együttes helyét a Csehszlovák Rádió Tánczenekara vette át. Velebný és a Studio 5 eredeti tagjai abból hamarosan kiléptek. Velebný továbbra is együtt dolgozott Krautgartnerrel, aztán az 1968-ban emigrált.
1961-ben Velebný és Jan Konopásek fuvolás társalapítója volt az SHQ-nak, amely kezdetben a Spejbl és Hurvínek Színház része volt.
Az SHQ cseh dzsessztörténet egyik legjelentősebb zenekara lett. Velebný volt a vezetője, zeneszerzője, hangszerelője és tanította a zenekar fiatalabb tagjait. Az SHQ tagsága gyakran változott. Később Velebnýnél súlyos szívbetegséget diagnosztizáltak, és kénytelen volt abbahagyni a szaxofonozást és vibrafonozást is. Későbbi éveiben hangszeres szerepe főleg a zongorára korlátozódott. Különféle cseh dzsesszegyüttesekkel játszott, köztük Kamil Hála zenekarával, a Linha Singers együttessel és alkalmanként Gustav Brom Big Bandjével. Zenét főleg saját együttesének írt, de írt a Kamil Hála Orchestra, a Karel Vlach Orchestra és mások számára is. Életműve több mint 200 kompozíciót foglal magában, amelyek között szerepelnek filmzenék is.
Velebný 1978-ban meghívást kapott a Berklee College of Music-ra. 
Velebný társalapítója volt a Jára Cimrman Színháznak, fiatalon alkalmanként színészként is fellépett.

## Albumok
- Untitled LP (SH Quintet)
- Poezie a jazz II (1965) (Poetry and Jazz II)
- SH Quintet a přátelé (1965) (SH Quintet and Friends)
- SH Quintet  ( 1966)
- Jak hrál  SH Quintet (1966) (How SH Quintet)
- Československý jazz 1966 (1967)
- Karel Velebný Nonet, SH Quintet & Woodwinds (1968)
- SH Quintet Karel Velebný (1969)
- Motus (1971)
- Týnom tánom (1971)
- Jazzové nebajky (1973)
- Parnas – Karel Velebný &  SH Quintet s hosty  (1981, Parnas − Karel Velebný and SH Quintet with Guests)
- Jazzman Cimrman (1985)
- SH Quintet, Karel Velebný & Company (Radioservis CR0398-2)